# Notosyllegomydas brincki
Notosyllegomydas brincki är en tvåvingeart som först beskrevs av Joseph Charles Bequaert 1959.  Notosyllegomydas brincki ingår i släktet Notosyllegomydas och familjen Mydidae.
Artens utbredningsområde är Namibia. Inga underarter finns listade i Catalogue of Life.